# Jir'on
Jir'on (hebrejsky יִרְאוֹן, anglicky Yir'on) je vesnice typu kibuc v Izraeli, v Severním distriktu, v Oblastní radě ha-Galil ha-Eljon (Horní Galilea).

## Geografie
Leží cca 25 kilometrů severozápadně od břehů Galilejského jezera v nadmořské výšce 686 metrů, na severním okraji Horní Galileji, na náhorní plošině na hranici s Libanonem. Severně od vesnice protéká východním směrem vádí Nachal Aviv, jižně od obce se do terénu zařezává údolí vádí Nachal Jir'on, které je na jižní straně lemováno planinou Ramat Bar'am. Obě tato vádí ústí na východě do severojižně orientovaného kaňonu toku Nachal Dišon. Prostor mezi ním a vlastní obcí je vyplněn nevelkou náhorní planinou, převážně bezlesou, která je zemědělsky využívána.
Vesnice se nachází cca 12 kilometrů severoseverozápadně od města Safed, cca 128 kilometrů severovýchodně od centra Tel Avivu a cca 52 kilometrů severovýchodně od centra Haify. Je situována v zemědělsky intenzivně využívaném pásu. Jir'on obývají Židé, přičemž osídlení v tomto regionu je převážně židovské. Výjimkou je vesnice Richanija cca 4 kilometry jihovýchodním směrem, kterou obývají izraelští Čerkesové. Hornatý region centrální Galileji, ve kterém mají demografickou převahu izraelští Arabové, leží dále k jihu a jihozápadu.
Kibuc je na dopravní síť napojen pomocí lokální silnice číslo 899, která sleduje izraelsko-libanonskou hranici.

## Dějiny
Jir'on byl založen v roce 1949. Jméno kibucu Jir'on navazuje na stejnojmenné starověké židovské sídlo Jirón, zmiňované v Bibli, například Kniha Jozue 19,38 Jeho jméno se uchovalo také v názvu nedaleké vesnice Yaroun za hranicí v Libanonu.
Kibuc vznikl na místě arabské vesnice Saliha, která tu stála do roku 1948. Saliha měla roku 1931 742 obyvatel a 142 domů. V roce 1948 zde žilo 1241 lidí v 237 domech. Vesnice byla koncem října 1948, během Operace Hiram v rámci války za nezávislost dobyta izraelskými jednotkami a její obyvatelé uprchli. Podle palestinských zdrojů došlo při dobývání vesnice k masakru 94 místních obyvatel. Zástavba v obci Saliha pak byla zcela zbořena kromě budovy původní obecní školy.
Novodobou židovskou vesnici Jir'on založili 20. května 1949 členové vojenských jednotek Palmach, kteří v tomto regionu bojovali ve válce za nezávislost. Kromě nich se zde usadila i skupina členů levicové mládežnické organizace ha-Bonim Dror. Šlo zpočátku o polovojenskou osadu typu Nachal, která byla součástí pásu židovských vesnic podél neklidných libanonských hranich.
Ekonomika kibucu je založena na zemědělství a průmyslu. Roku 2000 zde bylo založeno vinařství, které má rozšířit turistický potenciál vesnice. Kibuc pěstuje na 1,55 kilometru čtverečního ovoce a révu. Dalších 2,5 kilometru čtverečních obhospodařuje Jir'on v Chulském údolí. Kromě toho tu funguje i živočišná výroba. Turistům je k dispozici 38 pokojů.
V kibucu fungují zařízení předškolní péče a základní škola. Střední školství je v kibucu Sasa. Je zde veřejná knihovna, společná jídelna a sportovní areály.

## Demografie
Obyvatelstvo kibucu Jir'on je sekulární. Podle údajů z roku 2014 tvořili naprostou většinu obyvatel v kibucu Jir'on Židé (včetně statistické kategorie "ostatní", která zahrnuje nearabské obyvatele židovského původu ale bez formální příslušnosti k židovskému náboženství).
Jde o menší sídlo vesnického typu s dlouhodobě mírně rostoucí populací. K 31. prosinci 2014 zde žilo 402 lidí. Během roku 2014 populace stoupla o 0,5 %.
| Rok            | 1961 | 1972 | 1983 | 1995 | 2001 | 2003 | 2004 | 2005 | 2006 | 2007 | 2008 | 2009 | 2010 | 2011 | 2012 | 2013 | 2014 |
| -------------- | ---- | ---- | ---- | ---- | ---- | ---- | ---- | ---- | ---- | ---- | ---- | ---- | ---- | ---- | ---- | ---- | ---- |
| Počet obyvatel | 118  | 225  | 361  | 326  | 346  | 355  | 351  | 355  | 386  | 391  | 389  | 443  | 435  | 436  | 406  | 400  | 402  |